# Miguel Lopes Hidalgo
Miguel Lopes Hidalgo (8 de abril de 2000) es un deportista brasileño que compite en triatlón.
Ganó dos medallas de oro en los Juegos Panamericanos de 2023 y una medalla de oro en el Campeonato Panamericano de Triatlón de 2022. Además, obtuvo una medalla de oro en los Juegos Panamericanos Júnior de 2021.

## Palmarés internacional
| Juegos Panamericanos    | Juegos Panamericanos | Juegos Panamericanos | Juegos Panamericanos |
| Año                     | Lugar                | Medalla              | Prueba               |
| ----------------------- | -------------------- | -------------------- | -------------------- |
| 2023                    | Santiago (Chile)     | Medalla de oro       | Individual           |
| 2023                    | Santiago (Chile)     | Medalla de oro       | Relevo mixto         |
| Campeonato Panamericano |                      |                      |                      |
| Año                     | Lugar                | Medalla              | Prueba               |
| 2022                    | Montevideo (Uruguay) | Medalla de oro       | Relevo mixto         |